# Marieke Schroeder
Marieke Schroeder (* 23. Dezember 1970 in Regensburg) ist eine deutsche Filmregisseurin, Drehbuchautorin und Filmproduzentin.

## Leben
Schroeder wuchs in Regensburg auf. Sie plante zunächst, Auslandskorrespondentin zu werden und studierte daher Kommunikationswissenschaften in München. Dabei absolvierte sie Praktika bei Fernsehsendern und schrieb ihre Magisterarbeit über Filmpropaganda des Deutschen Flottenvereins von 1901 bis 1907. Sie interessierte sich zunehmend für die Filmproduktion und nahm an einem viermonatigen  „Intensiv Film Program“ der New York University teil. Anschließend wurde sie Regieassistentin bei Jan Schmidt-Garre, der eine 13-teilige Reihe über Tenöre drehte, was mit weltweiten Reisen verbunden war. Einige der Filme drehte Schroeder selbst. Ihr erstes eigenständiges Regieprojekt war eine 45-minütige Dokumentation über Sinai für die ARD-Reihe „20 Tage im 20. Jahrhundert“ (1999). Dieser Auftrag war ihr durch Thomas Hausner vermittelt worden, für den sie vorher auch als Regieassistentin gearbeitet hatte. Es folgten weitere Dokumentarfilme. Unter anderem produzierte Schroeder den Porträtfilm A Woman and a Half – Hildegard Knef, der 2002 auf der Berlinale lief und für den Deutschen Filmpreis nominiert wurde. Material der Dreharbeiten verwendete Schroeder für ein Coffee Table Book über Hildegard Knef, das sie 2003 herausgab. 2012 produzierte sie Schmidt-Garres Yoga-Doku Der atmende Gott. Mit Charles Schumann besuchte sie zwei Monate lang bekannte Bars, zum Beispiel in Tokio und Havanna; daraus entstand 2017 der Dokumentarfilm Schumanns Bargespräche. Ein Jahr später produzierte sie mit Monika Hauser – Ein Porträt eine Filmbiografie über die schweizerische Gynäkologin Monika Hauser, Regie führten Evi Oberkofler und Edith Eisenstecken.
Schroeder ist Mitglied der Deutschen Filmakademie. Sie ist verheiratet, hat drei Kinder und lebt in München.

## Filmografie
- 1997: made in germany
- 1999: Opera Fanatic
- 1999: Sinai, 5. Juni 1967 – Pulverfaß Nahost
- 2000: Wir sind da! Juden in Deutschland nach 1945
- 2000: Great Performances: Aïda's Brothers and Sisters: Black Voices in Opera
- 2001: A Woman and a Half – Hildegard Knef
- 2003: Bound: Still move – Ein Porträt über Saburo Teshigawara
- 2003: Legenden: Osho, genannt Bhagwan
- 2004: Joseph Schmidt – Geschichte eines kurzen Lebens
- 2005: Sophie Scholl – Allen Gewalten zum Trotz...
- 2005: Mozart in Vienna
- 2006: Bella Figura – Müssen Sänger dick sein?
- 2009: Schiller und die Musik
- 2012: Der atmende Gott – Reise zum Ursprung des modernen Yoga
- 2013: Country Roads
- 2017: Schumanns Bargespräche
- 2017: Frauen in der Kunst[5]
- 2018: Monika Hauser – Ein Porträt
- 2021: Allen Gewalten zum Trotz. (BR, Filmdokumentation über Sophie Scholl in Zeugnissen von Gleichaltrigen)

## Publikationen
- Marieke Schroeder, Roman Kuhn (Hrsg.): Mehr als eine Frau / A Woman And A Half. Coll. Rolf Heyne, München 2003, ISBN 3-89910-205-3.